# Szerzői könyvkiadás

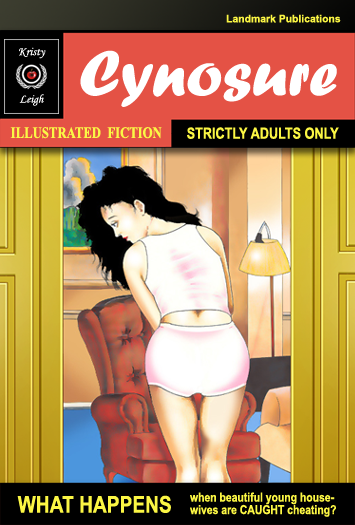
Ebben az informatikai konstrukcióban a szerző maga tölti fel művét egy könyváruházba, és egyedül dönt a mű további sorsáról.

Saját műveiket, kiadói háttérrel nem rendelkező szerzők megjelenési lehetősége a szerzői kiadás.
A szerzői kiadás (self-publishing) az elektronikus könyvkultúra új jelensége. Ebben az informatikai konstrukcióban a szerző maga tölti fel művét egy könyváruházba, és egyedül dönt a mű további sorsáról. Szándékainak és ízlésének megfelelően határozza meg az árat, a kiadás lokalizációját (Magyarországon vagy más globális portálokon is árulják-e), a mű formai jegyeinek főbb elemeit. A tudományos vagy szépirodalmi művet közvetlenül az író juttathatja el az érdeklődőknek. Ez is a neve az új könyvmozgalomnak: független kiadás, vagy más oldalról nézve: független szerző.
A könyv ön-menedzselés sikere megállíthatatlan. A gyors terjedéshez hozzájárul az is, hogy a szerző részére a publikálás ingyenes, mert a teljes közzététel automatizált. A könyv eladási árából az alkotót nem a szokásos tíz százalék körüli jogdíj illeti meg, hanem ennek sokszorosa. Minimum ötven százalék, függően az eladási közreműködők számától.
A mai szerzők előtt nyitva áll az egész világ. Ha képesek és vállalják az odafigyelést, feltölthetik műveiket a glóbusz bármelyik indie portáljára.
A szerzői kiadás azért is jelent új színt a könyvkiadásban, mert minden idők legolcsóbb könyveit kaphatja meg általuk az olvasó. A szerzői kiadás új színt hozott a könyvkiadás területére. A korábbi eljárás – amely szerint a kiadó kiadja, a kereskedő árulja a könyvet, a szerző meg izgul és dedikál – mellett a szerző napjainkban aktív szereplőjévé lett a könyve sorsának.

## Szerzői könyvkiadás a világban
Dinamikusan tör előre a tengerentúlon a digitális könyv, és a szerzői kiadásban megjelent művek is csúcsokat döntöttek.
Az Egyesült Államokban az elmúlt évben 235. 000 ön-menedzselésű mű jelent meg. Ebből 87. 000 volt e-könyv. Az E-könyv formátumban közönség elé kerülő művek száma sokkal gyorsabban gyarapodik a nyomtatott kiadványoknál. Míg a print könyvek növekedése 33 százalék, addig a digitális változatok 129 százalékkal járultak hozzá a fejlődéshez.
A self-publishing kiadói területet néhány cég uralja, a művek nyolcvan százaléka három kiadónál jelenik meg: Smashwords, Lulu, Author Solutions. A maradék húsz százalékon osztoznak a nagy forgalmazók indie szekciói (Barnes and Noble, Amazon), és néhány kisebb független vállalkozás.

## Szerzői könyvkiadás Magyarországon
Magyarországon angolszász mintára pusztán online szolgáltatásként a Publio Kiadó indította el szolgáltatását 2011-ben. Itt e-könyv és nyomtatott könyv kiadására is van lehetőség.

### Aurora könyvkiadó, London
Az emigráns magyar irodalom rendhagyó íróegyénisége, Határ Győző 1976–1996 között közel 30 kötetet adott ki Londonban önnön kiadója, az Aurora révén – kizárólag a saját munkáit (akár több változatban is). Valamint a rendszerváltásig jobbára saját maga intézte művei postai terjesztését a nyugati világban, Európában és a tengerentúlra egyaránt. A művek megírásán, kiadásán és terjesztésén túl maga szedte a könyveket. A jellegzetes aranyszínű kötetek borítóját rendszerint felesége, Prágai Piroska tervezte. 
A vállalkozás előzménye Molnár József müncheni emigráns magyar nyomdász-író-könyvkiadó vállalkozása, a szintén Aurora névre hallgató kiadó (1963–1990), amelynél Határ Győzőnek 1966–1974 között 4 kötete látott napvilágot.